# Янкевский, Александр Иванович
Александр Иванович Янкевский (1902, Яранск, Вятская губерния — 11 апреля 1978, Москва) — русский советский актёр театра и кино. Заслуженный артист РСФСР (1964).

Могила Янкевского на Ново-Волковском кладбище Санкт-Петербурга.

## Биография
Родился в 1902 году в городе Яранске Вятской губернии.
В годы Гражданской войны служил добровольцем в Красной Армии.
После войны поступил в химико-механический институт, работал рабочим, а затем нормировщиком на заводе.
В 1929 году, окончив драматическую студию в Ленинграде, стал актёром Ленинградского драматического театра имени А. С. Пушкина.
В 1933 году приехал в Харьков и поступил во вновь организованный тогда Харьковский русский драматический театр.
В 1937 году вернулся в Ленинград, стал актёром в Театре имени Ленинградского Совета.
В годы Великой Отечественной войны оставался в блокадном Ленинграде. Участвовал в концертах для моряков Кронштадта, в воинских частях, оборонявших Ленинград, выступал по радио.
Особую известность приобрело его чтение в блокаду по радио «Педагогической поэмы» А. Макаренко: читать её по радио он начал в январе 1942 года, при этом Янкевский садясь к микрофону был так слаб от голода, что рядом с ним на случай обморока находился дублёр:

Я взялся в это время за книгу Антона Семеновича, потому что ее нравственная сила, убежденность казались мне очень нужными блокадному городу.— А. И. Янкевский
С 1942 по 1978 годы был одним из ведущих актеров Ленинградского драматического театра имени В. Ф. Комиссаржевской, снимался в кино.
Умер 11 апреля 1978 от сердечного приступа, похоронен на Ново-Волковском кладбище.

## Роли в кино
- 1940 — Шестьдесят дней — Булат, батальонный комиссар
- 1959 — Живёт на свете женщина — Откидач
- 1959 — Юлюс Янонис — Алексей Иванович
- 1965 — Жизнь Галилея — эпизод
- 1966 — Мальчик и девочка — эпизод

## Награды и звания
- Заслуженный артист РСФСР (1964)
- Медаль «За трудовую доблесть» (1957)

## Воспоминания
- Янкевский А. И. Воспоминания о работе театра в 1942—1945 годах // Санкт-Петербургский Академический Драматический театр им. В. Ф. Комиссаржевской (авт.-сост. М. Заболотняя). — СПб.: [б. и.], 2012. — 99 с. — С. 13-19.